# Villarroya de la Sierra
Villarroya de la Sierra es un municipio y localidad española de la provincia de Zaragoza, en la comunidad autónoma de Aragón. El término municipal, ubicado en la Comunidad de Calatayud, tiene una población de 413 habitantes (INE 2024).

## Geografía
Es uno de los municipios que pertenece a la comarca de Comunidad de Calatayud. Situado a 99 kilómetros de Zaragoza. Por su término municipal pasan la carretera nacional N-234, entre los pK 277 y 288, y una carretera secundaria que comunica con Clarés de Ribota.
El relieve del municipio está definido por la sierra de la Virgen al norte y el valle de la rambla de Ribota al sur. La altitud oscila entre los 1421 metros (Alto de los Tres Monjes), en el límite con Jarque de Moncayo y Aniñón, y los 680 metros a orillas de la rambla de Ribota, El pueblo se alza a 732 metros sobre el nivel del mar. 
Su término municipal limita con los de Aranda de Moncayo, Jarque de Moncayo, Aniñón, Cervera de la Cañada, Villalengua, Torrijo de la Cañada y Clarés de Ribota.

### Clima
En Villarroya de la Sierra, los veranos son cortos, calurosos y mayormente despejados; los inviernos son largos, muy frío, ventosos y parcialmente nublados y está seco durante todo el año. Durante el transcurso del año, la temperatura generalmente varía de 0 °C a 30 °C y rara vez baja a menos de -4 °C o sube a más de 34 °C. Las precipitaciones anuales medias rondan los 300 mm.

## Historia

### Edad Antigua
Los trabajos de arqueología han destapado en Villarroya los restos de un alfar romano, en una zona con abundante arcilla de calidad. Como era frecuente en época celtibérica y romana, está situado al borde de un barranco que desemboca en la vega del río Ribota. Sobre la pequeña planicie que domina el barranco se han hallado gran cantidad de moldes, pruebas y otros elementos propios de la industria cerámica. El alfar estuvo en funcionamiento desde el año 50 d. C. hasta el siglo IV, teniendo su apogeo durante los siglos II y III. Se han excavado dos hornos y se ha localizado un tercero.
La actividad de este alfar se centró en la fabricación de terra sigillata. Se piensa que, muy probablemente, sus producciones llegarían a la cercana Bilbilis —próxima a la actual Calatayud— y a otras poblaciones de la zona.
Junto al alfar se encuentra un área con enterramientos romanos en ataúdes, acompañados de ajuar diverso. Cerca se encuentra la villa de sus propietarios, con tuberías de cerámica.

### Edad Media
Villarroya, la villa roya o rojiza por el color dominante del terreno, posee un pasado musulmán claro, pese a no aparecer en ninguno de los censos bajomedievales con población morisca.
Así lo atestigua tanto el cultivo del territorio con toda la red de acequias, incluido el «Estanque» aguas arriba del Ribota, como el trazado urbano de sus calles, barrios y zonas, siendo un ejemplo la «Dula» (nombre de origen árabe que alude al terreno comunal donde pastaba el ganado de los vecinos).

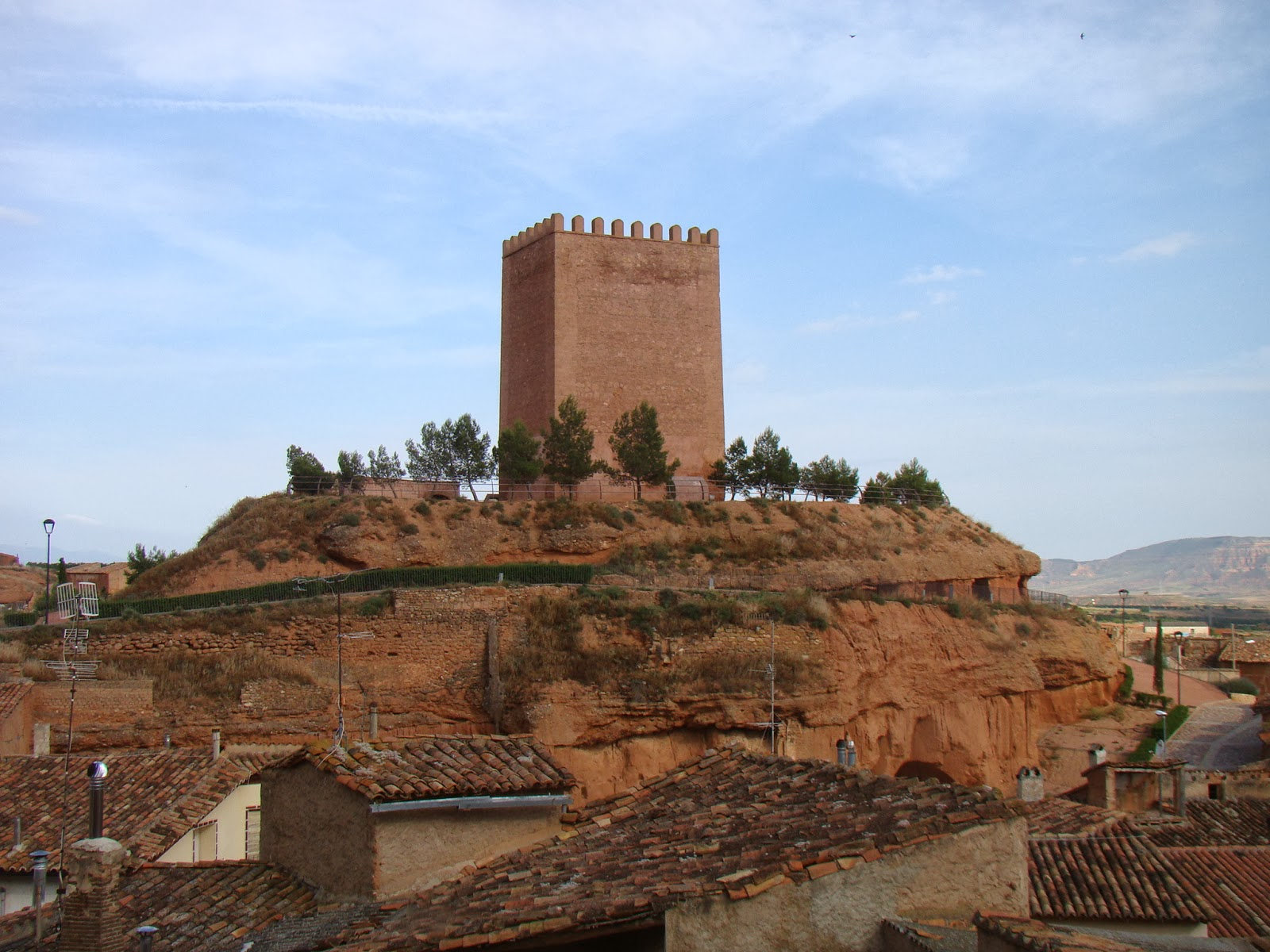
Castillo del Rey, edificado a partir del

La reconquista cristiana llegó a esta zona a partir de 1120 con la caída de Calatayud y consecuentemente toda la cuenca del Jalón.
En el siglo XII, el municipio se fue extendiendo por la ladera sur del castillo hoy conocido como de la Reina, existiendo una sencilla iglesia a sus pies dedicada a Santa María —que pudiera haber sido anteriormente mezquita—, en expansión demográfica por la repoblación de tierras recuperadas a los musulmanes.
La principal referencia documental de la época es el testamento de Alfonso I el Batallador, quien donó la «Virgen de la Sierra» a la Orden del Santo Sepulcro de Calatayud; dicha Orden Militar construyó, sobre la primitiva iglesia existente, la nave del actual templo, lo que sucedió a finales del siglo XIII o principios del XIV.
A finales del siglo XIII también se inicia la construcción de un nuevo castillo al oriente, el llamado popularmente del Rey, con el fin de dar cabida en caso de necesidad a una población más numerosa.
Emplazada en la frontera entre Aragón y Castilla, Villarroya se vio envuelta en la Guerra de los Dos Pedros, sufriendo repetidas incursiones y cambios de reino.
El municipio, configurado en torno a los dos castillos, estaba delimitado en esa época por una alta muralla que se ha conservado hasta bien entrado el XX aún se pueden ver dos de sus puertas, llamadas «Baja» y «Sumo Aldea».
Asimismo, a mediados del siglo XV nuevamente el municipio pasó a manos castellanas, siendo conocida la incursión y toma de la villa por las tropas de Castilla al mando del Conde de Medinaceli (1452). Villarroya no volvió a ser recuperada para Aragón hasta el tratado de paz de 1454.

### Edad Moderna
La unificación de Aragón y Castilla por el matrimonio de los Reyes Católicos trajo consigo un período de paz, lo que supuso un auge demográfico para Villarroya y las subsiguientes transformaciones urbanas. A finales del siglo XV quedó concluida la construcción de la amplia iglesia parroquial bajo la advocación de San Pedro Apóstol. Del siglo XVI data la fuente pública de la localidad.
En el siglo XVII se edifica el Ayuntamiento y se amplían las capillas de la iglesia. En la Guerra de Sucesión, Villarroya apoyó al futuro monarca Felipe V, a la postre vencedor, por lo que obtuvo el privilegio de pasar a ser villa con jurisdicción independiente, un día de feria semanal y exención de quintas, asimismo, le fue otorgado el título de «Muy Leal». Del siglo XVIII es la llamada «Casa Grande», levantada en 1786 por los infanzones Joaquín Lascuevas y Ana María Campillo.

### Edad Contemporánea
Villarroya de la Sierra formó parte de la provincia de Calatayud durante el breve período de la existencia de ésta (entre el 27 de enero de 1822 el 1 de octubre de 1823).
A mediados del siglo XIX, el lugar contaba con una población censada de 1350 habitantes. La localidad aparece descrita en el decimosexto volumen del Diccionario geográfico-estadístico-histórico de España y sus posesiones de Ultramar de Pascual Madoz de la siguiente manera:

VILLARROYA DE LA SIERRA: v. con ayunt. de la prov. y aud. terr. de Zaragoza (17 leg.), c. g. de Aragón, part. jud. de Ateca (2), dióc. de Tarazona (12). sit. en terreno desigual al pie de una elevada sierra á la izq. del r. Clares, reinan vientos del E. y O.: su clima es algo frio y afecto á toda clase de inflamaciones. Tiene 504 casas de buena construccion; la del ayunt. y cárcel: escuela de niños á la que concurren 70, dotada con 4,000 rs.; igl. parr. (San Pedro Apóstol) servida por un cura de provision del vicario general de Calatayud á propuesta en terna del capítulo ecl.; 3 ermitas, la Trinidad, la Virgen de la Manzana y la Virgen de la Sierra, sit. á alguna dist. de la pobl., y un cementerio junto á la igl. Los vec. se surten de una fuente manantial que hay en la plaza nueva, de buena calidad. Confina el térm. por N. con Aranda y Clares; E. Aviñon y Jarque; S. Cervera y Moros, y O. Villalengua y Torrijo: su estension de N. á S. es de 2 leg. y 2 1/2 de E. á O.: en su radio comprende el cas. llamado el Horcajo dist. 1 leg. del pueblo; una sierra que cria robles bajos, romero, saxífraga y otras matas bajas, y una deh. de pastos, llamada Valdecristo de una hora de estension. El terreno es de regular calidad, y secano en lo general, á escepcion de una décima parte que se riega con las aguas del r. Clares, que se recogen en un estanque. Los caminos son locales y malos. El correo se recibe de Calatayud por baligero tres veces á la semana. prod.: vino abundante, poco trigo, cebada, cáñamo y legumbres; mantiene ganado lanar y cabrio; hay caza de perdices y liebres en abundancia, con algun conejo, y pesca de tencas en el estanque. ind.: la agrícola, 3 fáb. de teja, ladrillo y vagilla común; 6 id. de aguardiente y 2 molinos harineros, todo en decadencia. El comercio consiste principalmente en la esportacion de vino y aguardiente para la prov. de Soria, é importacion de trigo, cebada y frutas, con 2 tiendas de comestibles y malas telas de algodon. pobl.: 284 vec., 1,350 alm. cap. prod.: 2.850,000 rs. imp.: 198,200. contr. 40,048.
(Madoz, 1850, p. 279)

El final del siglo XIX se caracterizó por un cierto desarrollo industrial en el municipio, que sentó las bases de una serie de actuaciones en el siguiente siglo. Para 1900, el municipio contaba con casi 2400 habitantes.
En los comienzos del siglo XX, se fundó la fábrica de licores y alcoholes derivada del sector vinícola, ocupando para su actividad una larga franja al sur de la población; sus edificios aún hoy pueden reconocerse, siendo el elemento más representativo la esbelta chimenea de ladrillo fechada en 1921. Otro hito fue la llegada del ferrocarril con el eje Santander-Mediterráneo al final de la década de 1920 —que incluyó una estación de ferrocarril— y que pese a su importancia, no se tradujo en un especial desarrollo urbanístico, en parte por la no terminación de la línea a falta de 63 km. Más recientemente, la creación de la cooperativa vinícola Virgen de la Sierra en la década de 1950, supuso un importante motor económico a partir de la principal producción agrícola de la zona. En 1985 la línea de ferrocarril que discurría por Villarroya fue definitivamente clausurada.

## Demografía
Villarroya de la Sierra cuenta con una población de 413 habitantes (INE 2024).
| Gráfica de evolución demográfica de Villarroya de la Sierra entre 1842 y 2021                                       |
| |
| Población de derecho según los censos de población del INE Población de hecho según los censos de población del INE |

Al comienzo de la Edad Moderna, Villarroya de la Sierra tenía 278 «fuegos» u hogares —de acuerdo al fogaje de 1495—, lo que equivale a unos 1200 habitantes.
Por su parte, el censo de España de 1857 recoge una población de 1881 habitantes para Villarroya, siendo entonces el segundo núcleo más poblado del partido judicial de Ateca.
Sin embargo, la población del municipio ha ido descendiendo a lo largo del siglo XX: 2381 habitantes en 1900, 1900 habitantes en 1950 y 683 habitantes en 2000. En 2020 su población era de 435 habitantes.

## Economía
Villarroya es conocida también por su producción de vinos bajo la Denominación de Origen de Calatayud y de otros productos también amparados por Denominación de Origen.

## Administración y política
| Período   | Alcalde                     | Partido |  |
| --------- | --------------------------- | ------- |  |
| 1979-1983 | Narciso Arciniega del Cerro | PAR     |  |
| 1983-1987 |                             |         |  |
| 1987-1991 |                             |         |  |
| 1991-1995 |                             |         |  |
| 1995-1999 |                             |         |  |
| 1999-2003 |                             |         |  |
| 2003-2007 |                             |         |  |
| 2007-2011 | Eugenio Torrubia Acón       | PSOE    |  |
| 2011-2015 |                             |         |  |
| 2015-2019 | Eugenio Torrubia Acón       | PSOE    |  |

| Partido político    | Partido político                                   | 2003   | 2007   | 2011   | 2015   |
| Partido político    | Partido político                                   | Ediles | Ediles | Ediles | Ediles |
|                     | Partido de los Socialistas de Aragón (PSOE-Aragón) | 5      | 6      | 5      | 4      |
|                     | Partido Aragonés (PAR)                             | —      | 0      | 2      | 3      |
|                     | Partido Popular de Aragón (PP)                     | 2      | 1      | 0      | 0      |
| Total de concejales | Total de concejales                                | 7      | 7      | 7      | 7      |

## Patrimonio

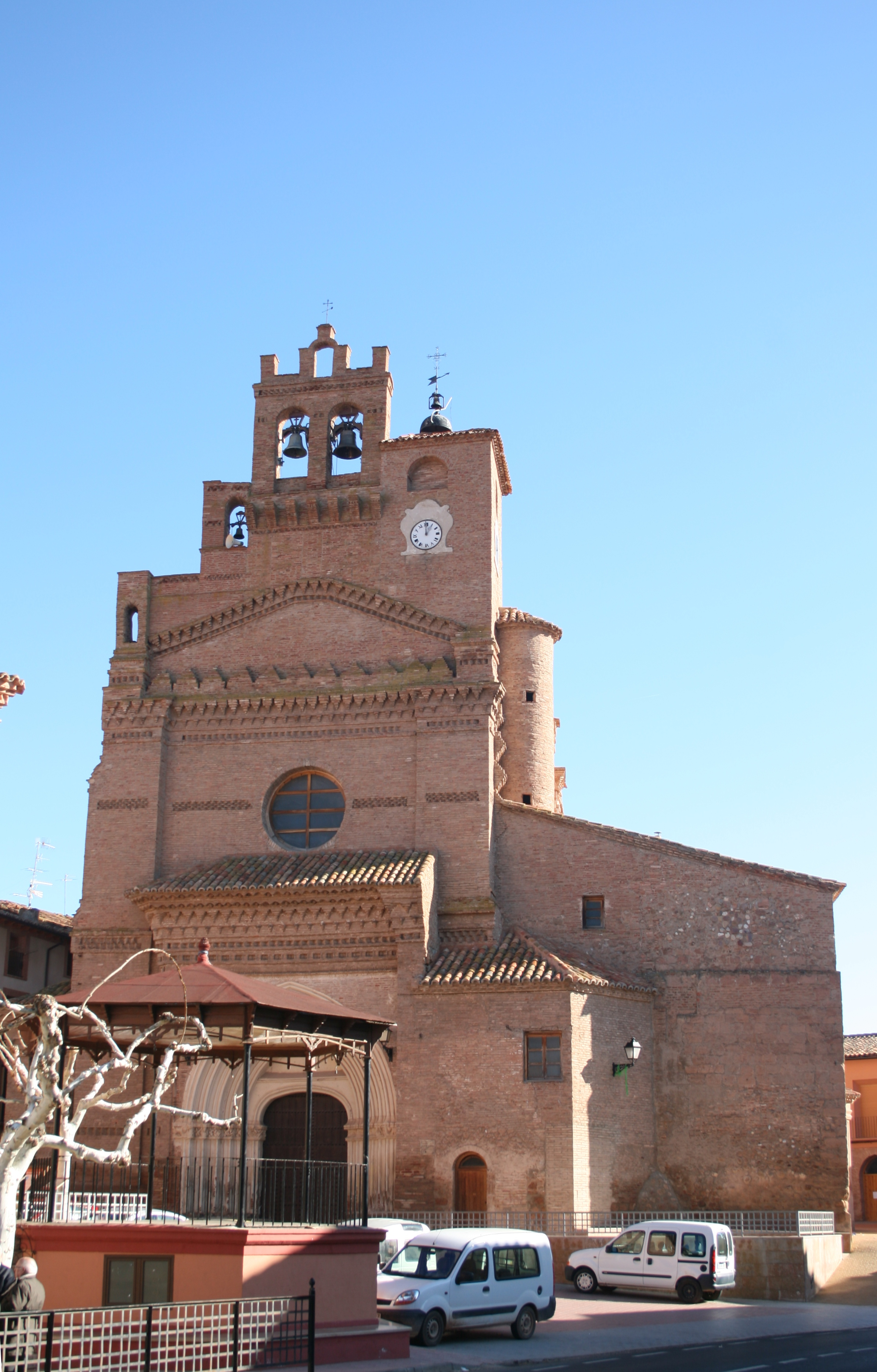
Iglesia de San Pedro Apóstol, declarada Bien de Interés Cultural

Villarroya cuenta con un conjunto urbano formado por un entramado de irregulares callejuelas con recodos y rincones.
En la Edad Media el recinto se encontraba amurallado, conservándose hoy dos accesos, uno a cada lado del pueblo, así como dos torreones defensivos llamados del Rey y de la Reina.

### Patrimonio religioso
En la localidad destaca la iglesia parroquial de San Pedro Apóstol, construida originariamente en el siglo XIII formando parte de la muralla medieval. Un devastador incendio arruinó luego la iglesia primitiva, de la que solo se salvó la portada gótica.
Sobre sus restos, en el último tercio del siglo XV se edificó la iglesia mudéjar, y dos siglos más tarde se remodeló la estructura.
El templo consta de nave única de dos tramos y ábside poligonal barroco, con capillas entre los contrafuertes y cubierta con bóvedas de crucería simple.
Es notable su gran portada monumental en el hastial occidental, realizada en ladrillo aplantillado. Abre en cinco arquivoltas en arco apuntado, abocinada, con las jambas en derrame y un capitel corrido con decoración de cardinas. El tímpano no posee decoración alguna.
De su interior, cabe señalar el órgano con forma de barco de guerra.
En las inmediaciones de la localidad se alza la ermita de la Santísima Trinidad, obra románica de finales del siglo XII o principios del XIII.
El santuario de la Virgen de la Sierra corona un crestón de cuarcita a 1418 m sobre el nivel del mar en la Sierra de la Virgen. Es un edificio de grandes dimensiones y aspecto achaparrado, cuya función pudo ser el atender a los peregrinos procedentes de Levante.
La actual iglesia es de los siglos XIV al XVI y consta de una sola nave de seis tramos con bóveda de cañón apuntado, reforzado por cinco arcos fajones, también apuntados. Según la tradición, en este lugar pernoctó el monarca Fernando II de Aragón cuando fue a pedir la mano de Isabel de Castilla.

### Patrimonio civil

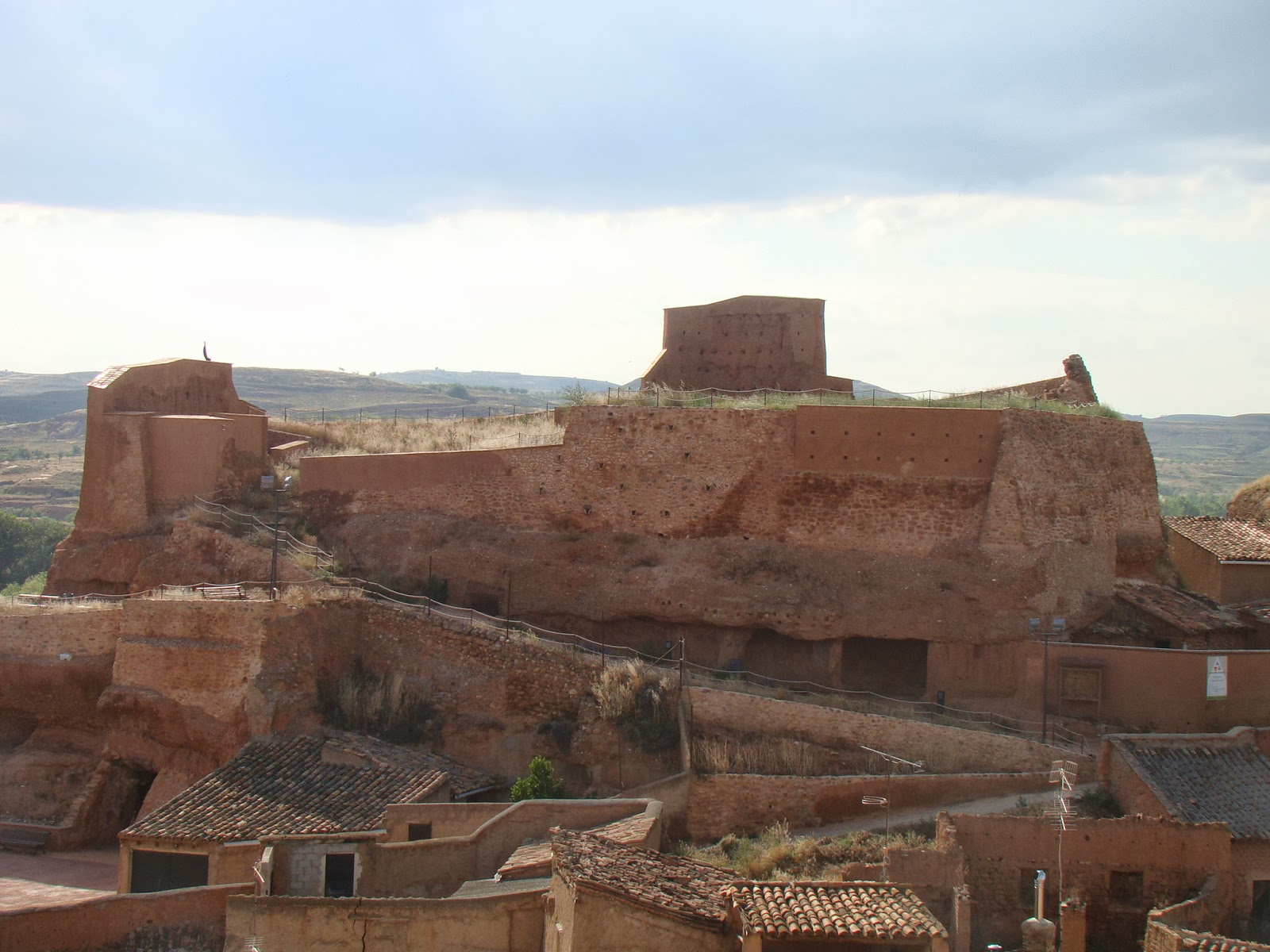
Castillo de la Reina

Sobre los cerros del primitivo casco urbano, dominando el caserío, se alza el conjunto de castillos medievales de Villarroya; son dos torreones defensivos, conocidos como los castillos del Rey y de la Reina.
Este último es el más antiguo, pues es de origen musulmán, y su cronología es de los siglos X - XI;
tiene muros de tapial situados al borde de un escalón rocoso.
Tras la reconquista cristiana y el aumento de población, se construyó el otro castillo, del que se conserva el torreón principal —conocido como el del Rey—, estando fechado en el siglo XIII.
Queda algún resto del recinto que rodeaba esta fortaleza y de la puerta de acceso al mismo.
En su centro se alza una torre de mampostería y sillares que refuerzan las esquinas; posee planta rectangular y conserva el remate almenado.

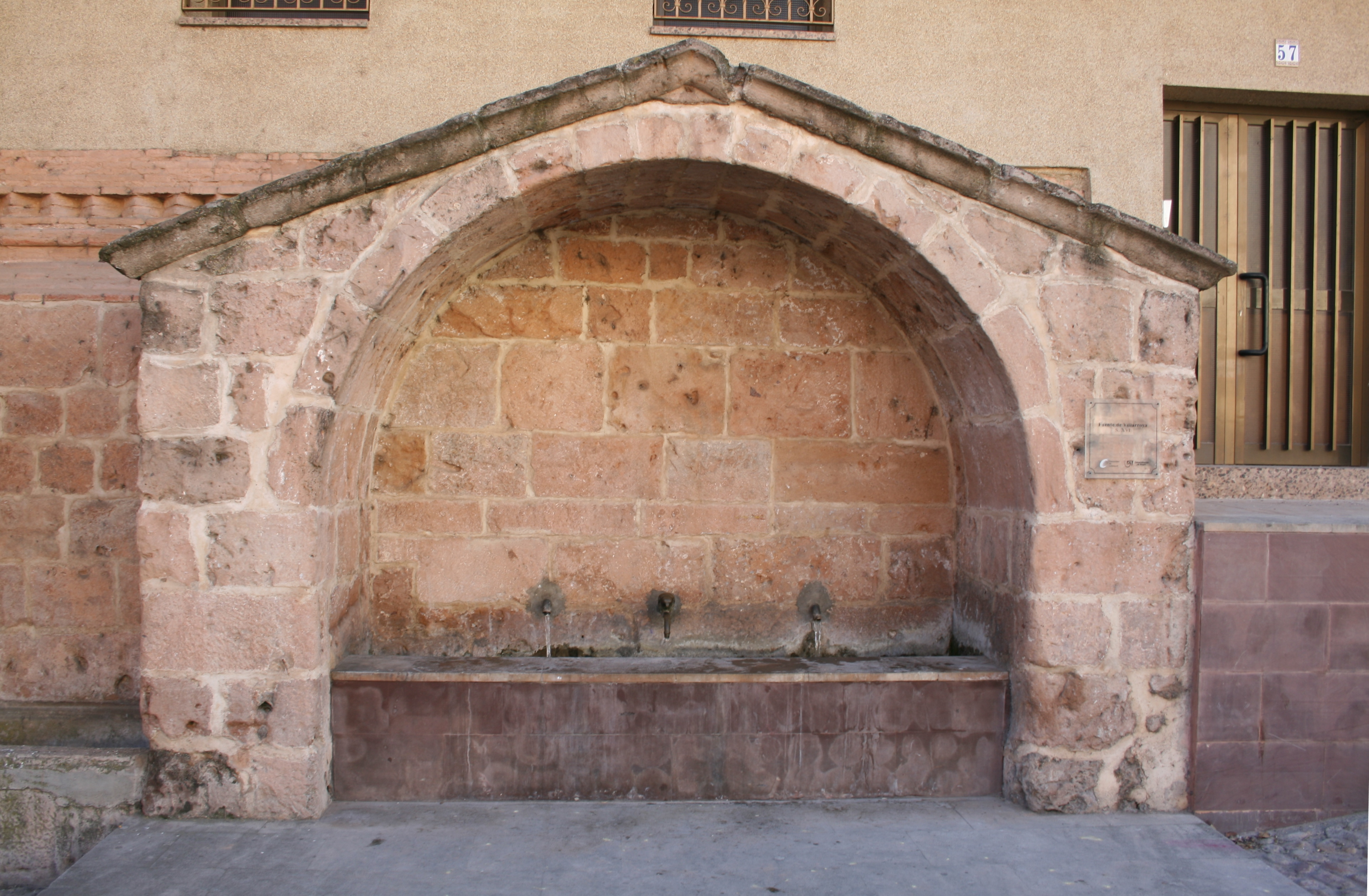
Fuente de Villarroya

Merece atención la fuente de Villarroya, obra la segunda mitad del siglo XVI construida en piedra arenisca sillar. Se sitúa en la zona correspondiente a la barbacana defensiva de la antigua muralla.
Está conformada por un arco bóveda de medio cañón.

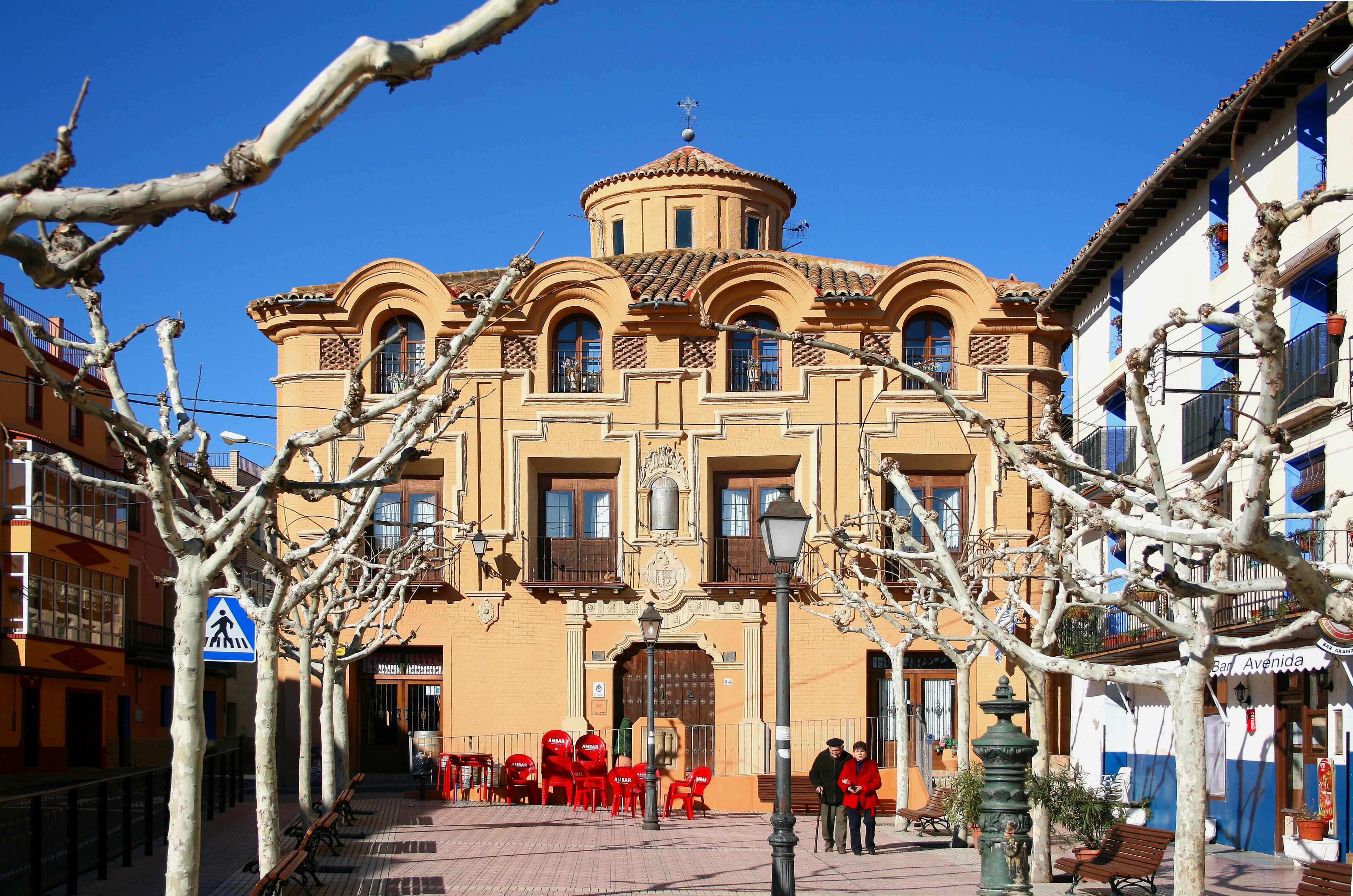
Casa Grande, edificio de 1786

Por todo el municipio hay interesantes viviendas tanto de carácter popular como nobles y de aspecto palaciego.
Entre éstas sobresale la denominada «Casa Grande», construida en 1786, que actualmente cumple funciones de alojamiento y restaurante. Presenta una singular fachada de ladrillo, de tres alturas, profusamente decorada.
Asimismo, la casa consistorial de Villarroya es un edificio de dos plantas construido en ladrillo que cuenta con una ornamentada cornisa con una fila de taqueado y de esquinillas.
Entre los vestigios de mayor antigüedad, se conservan los restos anteriormente comentados de un alfar romano, localizados al borde de un barranco.
En el término municipal de Villarroya también se encuentra el despoblado medieval de El Horcajo, hoy lugar llamado Casas de Orcajo. Allí se emplaza la torre de Orcajo, resto de una fortificación del siglo XIV.

## Festividades
- Villarroya celebra sus fiestas patronales en honor de San Pablo los días 25 y 26 de enero.
- El sábado de Pascua de Pentecostés los vecinos acuden en romería al Santuario de la Virgen de la Sierra.
- El primer fin de semana del mes de agosto, se celebran las fiestas en honor a la peña taurina «El Salcedo», una de las peñas más grandes y con más solera de Aragón.
- En la segunda semana de septiembre tienen lugar las ferias y las fiestas mayores.
- En honor al Santo Cristo del Consuelo, el último fin de semana de septiembre se acude en romería al Santuario de la Virgen de la Sierra.